# Ulrike Holler

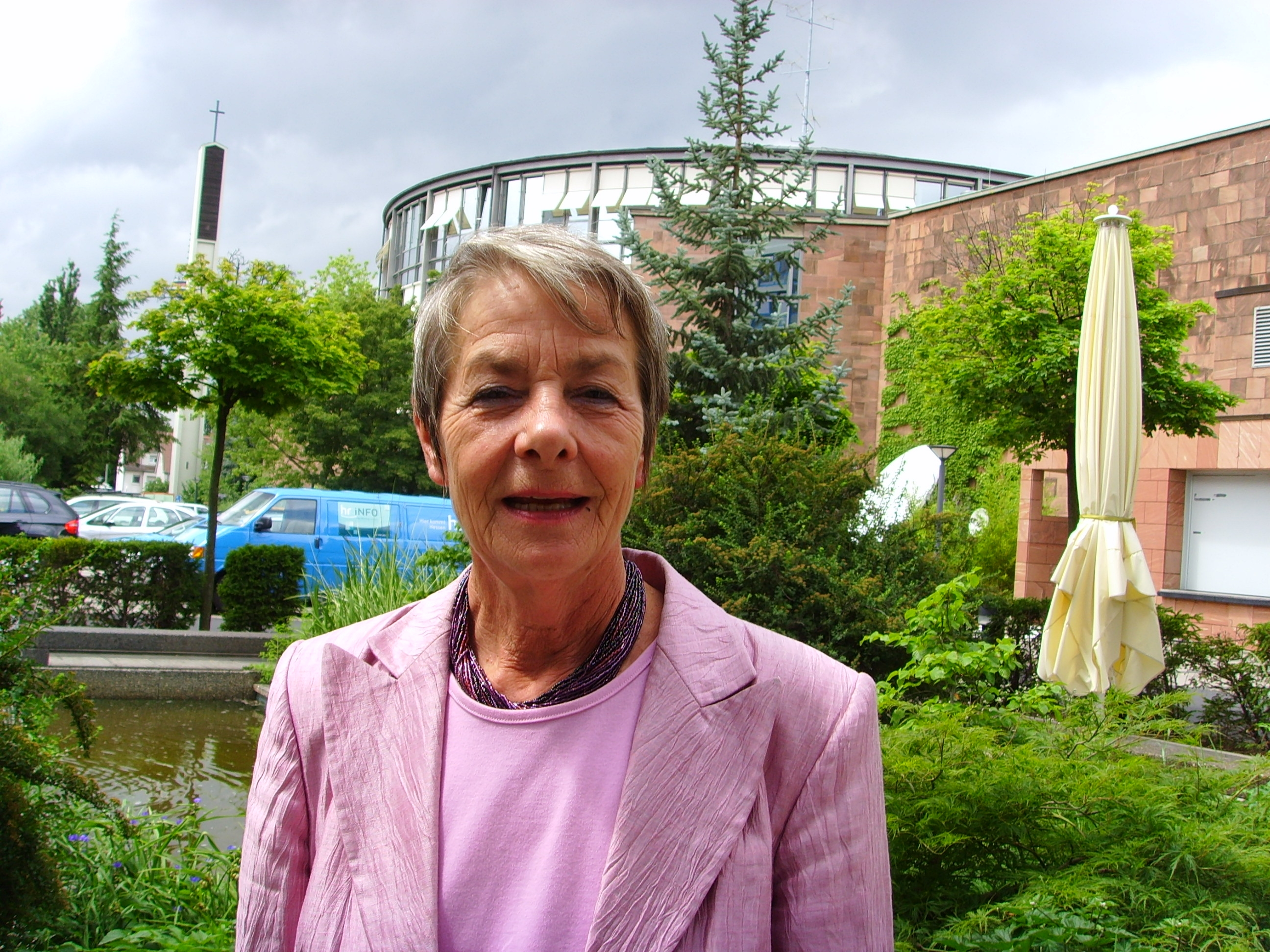
Ulrike Holler, Juni 2007

Ulrike Holler (* 29. Januar 1944 in Weidenau/Sieg) ist eine deutsche Hörfunk-Journalistin. Sie arbeitete als Reporterin, Moderatorin und Redakteurin für den Hessischen Rundfunk und für weitere Landesrundfunkanstalten der ARD bis 2006 als Freiberuflerin.

## Leben
Ulrike Holler wuchs in Dillenburg zusammen mit drei Geschwistern auf. Ihr Vater ist der Journalist Siegfried Holler. Bereits während ihrer Schulzeit arbeitete sie bei verschiedenen Zeitungen mit. Unmittelbar nach dem Abitur absolvierte sie 1963 und 1964 ein Volontariat beim Hessischen Rundfunk. Daran schloss sich ein Studium der Germanistik und der Politikwissenschaft an der Universität Frankfurt am Main an, das sie durch Freie Mitarbeit beim hr-Hörfunk finanzierte. Seit 1970 war sie ununterbrochen und als ständige Freie Mitarbeiterin mit Bestandsschutz tätig, und zwar sowohl als Reporterin und Moderatorin als auch als Redakteurin beim hr-Hörfunk in den Bereichen nationale und hessische Politik (speziell Sozialpolitik), sowie Zeitgeschehen. Ferner war sie jahrelang – bis zu deren Auflösung – für die hr-Frauenredaktion tätig. Häufig erlebte man sie außerdem als souveräne Moderatorin bei öffentlichen Veranstaltungen, beispielsweise Podiumsdiskussionen.
Ulrike Holler ist seit 1977 mit dem ehemaligen FDP-, späteren SPD-Politiker und ehemaligen Frankfurter Oberbürgermeister Andreas von Schoeler verheiratet und hat mit ihm zwei Söhne. Sie lernte ihren späteren Mann bei einer Reihe von Podiumsdiskussionen zum § 218 des Strafgesetzbuchs (StGB) und zu Bürgerrechten kennen, als von Schoeler noch für die FDP als Staatssekretär im Bundesministerium des Innern u. a. für das Ressort Linksterrorismus zuständig war. Ulrike Holler lebt und arbeitet seit ihrem Volontariat in Frankfurt am Main.

## Arbeit
Der Schwerpunkt von Hollers journalistischer Arbeit liegt im Bereich des investigativen Journalismus. Seit Jahrzehnten recherchiert die Journalistin sehr viel zu sozialen Themen wie Kinder, Arme, Asyl, Abschiebung, soziale Randgruppen, Neonazi-Aufmärsche und sexuelle Minderheiten. Besonders am Herzen liegt ihr seit je die Integration behinderter Kinder, Jugendlicher und Erwachsener in allen Lebensbereichen. Seit über 20 Jahren engagiert sie sich beruflich und privat für den gemeinsamen Unterricht behinderter und nichtbehinderter Schülerinnen und Schüler in einer „Schule für Alle“. Ein wesentliches Thema für sie sind ferner die Frauenrechte. In den späten 1960er- und frühen 1970er-Jahren machte sie sich bei den Hörern der hr-Programme einen Namen, als sie journalistisch u. a. die so genannte Große Strafrechtsreform, die Reform des § 218 StGB, des Eherechts, die Psychiatriereform begleitete und die Missbrauchsvorgänge am Kalmenhof aufdeckte. Auch als Moderatorin von öffentlichen Podiumsdiskussionen und Streitgesprächen hat sie sich im Rhein-Main-Gebiet einen Namen gemacht.
Wegen ihrer investigativen und daher oft unbequemen Berichterstattung feindeten Politiker und Kollegen Frankfurter Printmedien Ulrike Holler im Lauf ihrer Tätigkeit häufig an. Gelegentlich kritisierten sie auch ihre Vorgesetzten beim hr – besonders heftig, als ihr einmal vorgeworfen wurde, in einer Reportage bewusst zu einer Demonstration gegen Neonazis in Frankfurt aufgerufen zu haben. Nach eigener Aussage ließ sie sich durch solche Kritik jedoch nicht von ihrer Arbeit und ihrer Einstellung zu den von ihr eingebrachten Themen abhalten: „Ich will immer etwas verändern, etwas bewegen. Ich verstehe mich als journalistische Anwältin.“

## Auszeichnungen
Für ihre Arbeit wurde Holler mehrfach ausgezeichnet. Sie erhielt:
- 1997 den Elisabeth-Selbert-Preis des Landes Hessen;
- 2001 das Bundesverdienstkreuz am Bande;
- den Dialogpreis des Lesbisch-Schwulen Kulturhauses in Frankfurt am Main;
- 2005 die Hedwig-Dohm-Urkunde des Journalistinnenbundes für ihr Lebenswerk;
- 2005 das Marburger Leuchtfeuer für soziale Bürgerrechte der Humanistischen Union Marburg als erste Preisträgerin[2]

## Belege
1. ↑  Zitiert nach: Jutta Ochs: „Die Stimme. Ulrike Holler verabschiedet sich“. In: Frankfurter Rundschau, 28. Oktober 2006.
2. ↑  Marburger Leuchtfeuer für Ulrike Holler – Preis für Frankfurter Hörfunk-Journalistin. In: PM 09/05. Humanistische Union Marburg, 14. Juni 2005, abgerufen am 17. November 2021.

| Personendaten    | Personendaten                |
| ---------------- | ---------------------------- |
| NAME             | Holler, Ulrike               |
| KURZBESCHREIBUNG | deutsche Hörfunkjournalistin |
| GEBURTSDATUM     | 29. Januar 1944              |
| GEBURTSORT       | Siegen                       |